# Piotr Kunda

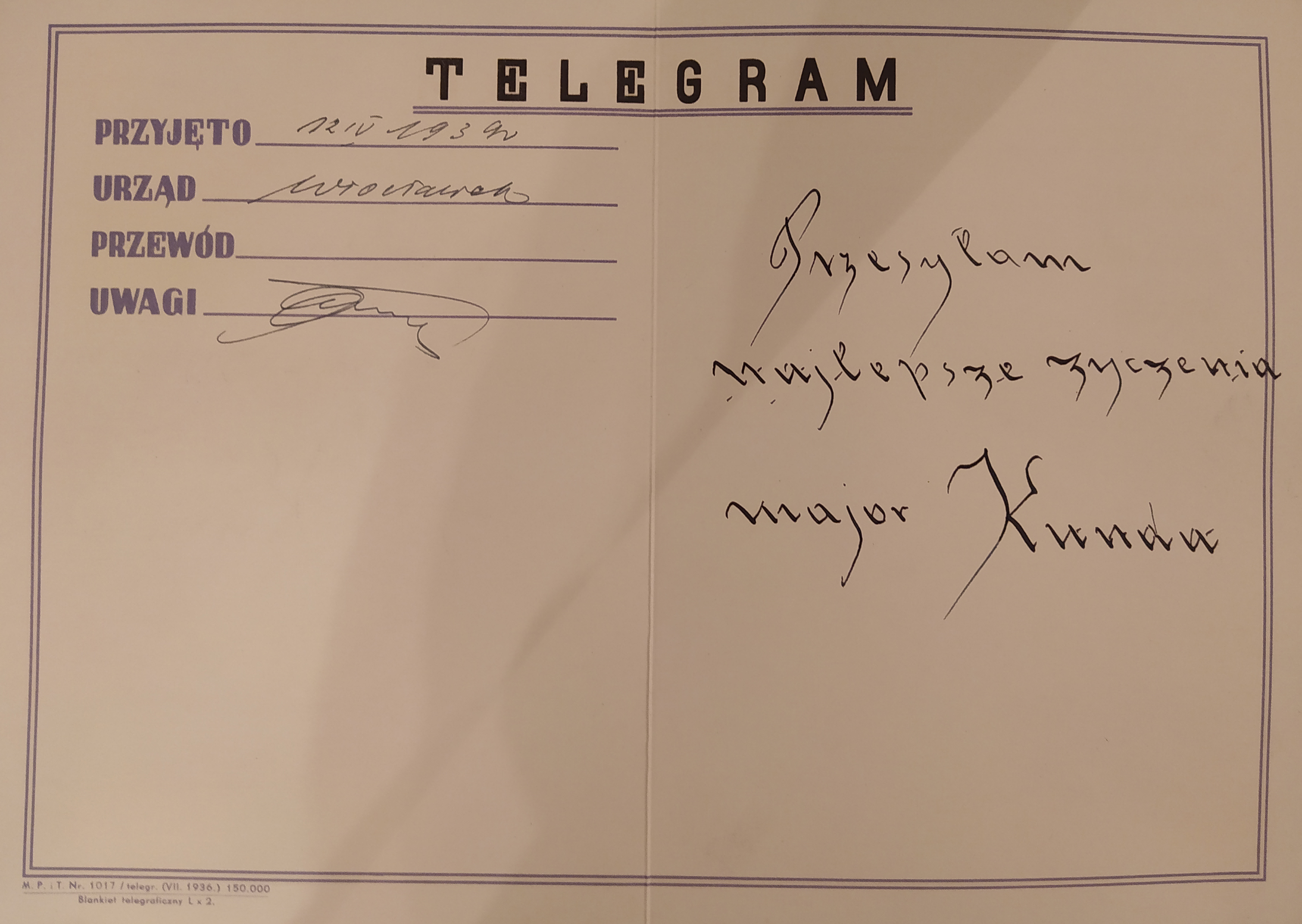
Telegram mjr. Kundy do kpt. Jana Fleischmanna z życzeniami z okazji zawarcia związku małżeńskiego.

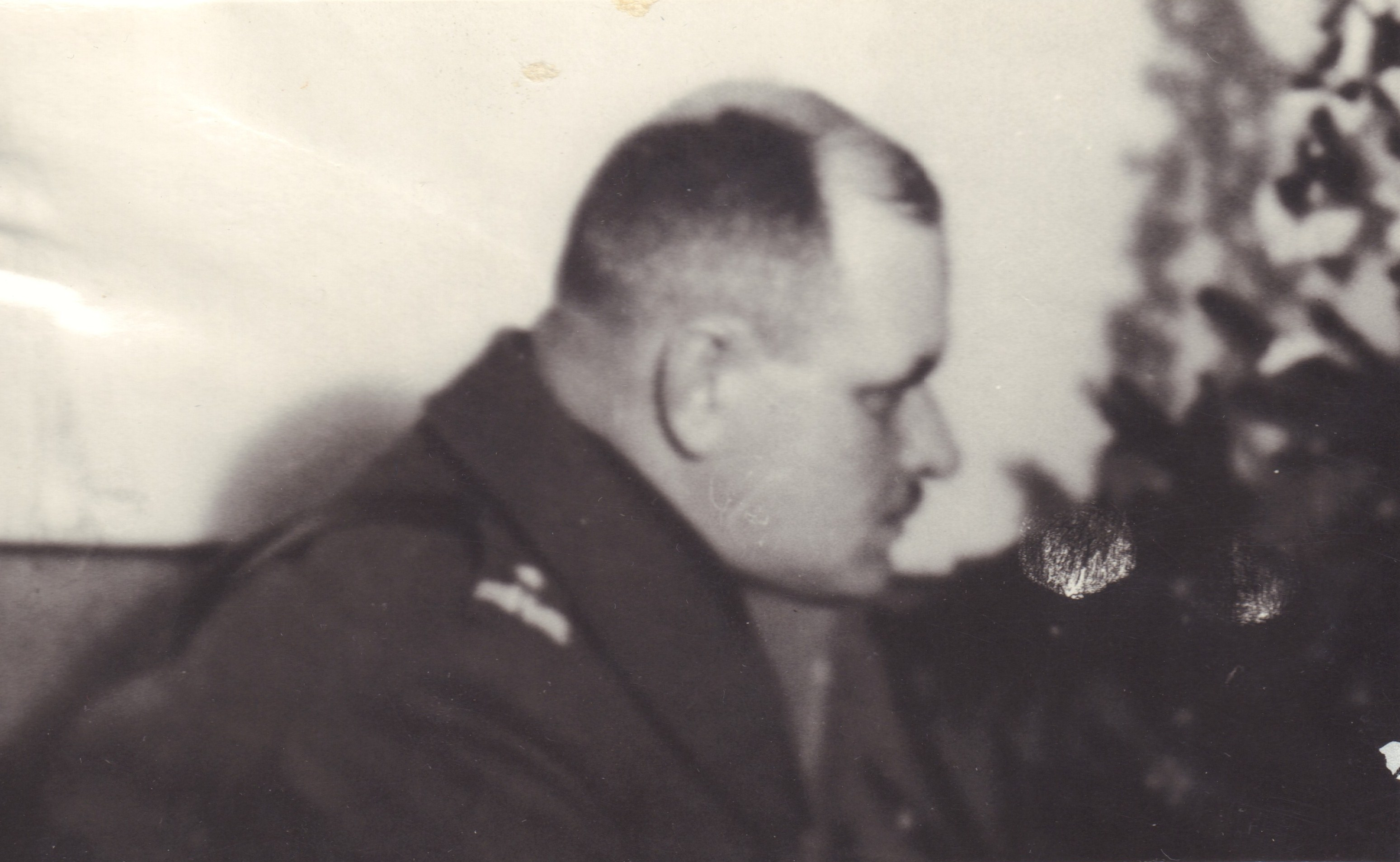
Major Piotr Kunda podczas służby w 14 pułku piechoty.

Piotr Kunda (ur. 3 września 1897 w Słonimcach, zm. 22 września 1939 w Łomiankach) – major piechoty Wojska Polskiego, kawaler Krzyża Srebrnego Orderu Wojennego Virtuti Militari.

## Życiorys
Urodzony w miejscowości Słonimce (powiat prużański) jako syn Leona. W Gorkach koło wsi Mohylowce ukończył sześcioklasową szkołę agronomiczną. 30 października 1914 r. wstąpił do armii rosyjskiej i po ukończeniu szkoły wojskowej w Moskwie został mianowany w dniu 14 listopada 1915 r. na stopień chorążego. W toku służby awansował kolejno do stopni: podporucznika (31 lipca 1916 r.), porucznika (3 listopada 1916 r.) i sztabskapitana (28 lipca 1917 r.). Do 1 kwietnia 1918 r. służył jako oficer w armii carskiej, a po wybuchu rewolucji w Rosji - do końcowych miesięcy 1920 roku pełnił służbę w formacjach antybolszewickich.
W dniu 6 grudnia 1920 r. wstąpił ochotniczo (w stopniu porucznika) do odrodzonego Wojska Polskiego i otrzymał przydział do 14 pułku piechoty. Na mocy dekretu Naczelnego Wodza został, jako żołnierz byłej armii rosyjskiej i byłych oddziałów białoruskich, przyjęty do Wojska Polskiego w stopniu porucznika piechoty, z zaliczeniem do rezerwy armii i równoczesnym powołaniem do służby czynnej. Na dzień 1 czerwca 1921 r. pełnił, nadal w randze porucznika, służbę w 14 pułku piechoty z Włocławka. Dekretem Naczelnika Państwa i Wodza Naczelnego z dnia 3 maja 1922 r. (dekret L. 19400/O.V.) został zweryfikowany w tymże stopniu, ze starszeństwem z dniem 1 czerwca 1919 r. i 1701. lokatą w korpusie oficerów piechoty. Pozostawał wówczas wciąż oficerem 14 pułku piechoty. W roku 1922 ukończył 5-miesięczny Kurs Doszkolenia w warszawskiej Szkole Podchorążych Piechoty.
Piotr Kunda został następnie przeniesiony do 45 pułku piechoty z Równego, służąc w którym zajmował w 1923 roku – 1521. lokatę, a w roku 1924 – 660. lokatę wśród poruczników korpusu piechoty. Z dniem 15 września 1925 r. został przeniesiony służbowo na VI-ty 3-miesięczny kurs normalny do Centralnej Szkoły Strzelniczej w Toruniu. Rozporządzeniem opublikowanym w dniu 23 grudnia 1926 r. Minister Spraw Wojskowych przeniósł, w korpusie oficerów piechoty, por. Piotra Kundę z 45 pp do 21 pułku piechoty z Warszawy, na stanowisko oficera materiałowego. Pozostając oficerem 21 pułku piechoty został w dniu 19 marca 1928 r. awansowany przez Prezydenta Rzeczypospolitej Ignacego Mościckiego na stopień kapitana, ze starszeństwem z dniem 1 stycznia 1928 roku i 50. lokatą wśród oficerów piechoty. W roku 1928 ukończył w Warszawie dwutygodniowy kurs psychotechniczny, a od 22 czerwca 1929 r. objął stanowisko kwatermistrza warszawskiego pułku. W roku 1930 zajmował 1556. lokatę wśród wszystkich kapitanów korpusu piechoty, a jednocześnie 44. lokatę w swoim starszeństwie. Jako oficer 21 pułku piechoty zajmował w roku 1932 już 39. lokatę wśród kapitanów piechoty ze swego starszeństwa.
W toku swej służby w 45 pułku piechoty Strzelców Kresowych i 21 pułku piechoty „Dzieci Warszawy” kapitan Kunda, jako długoletni dowódca Szkoły Podoficerskiej, położył wybitne zasługi na polu szkolnictwa wojskowego. Przyczynił się również do rozwoju piśmiennictwa wojskowego poprzez opracowanie książek „Podręcznik drużynowego” i „Uczeń w obozie P.W.”. Jego zdolności organizacyjne i pracowitość wykazane na stanowisku kwatermistrza 21 pp przyczyniły się do podniesienia gospodarki tegoż pułku na wyższy poziom.
Zarządzeniem Ministra Spraw Wojskowych ogłoszonym w dniu 11 kwietnia 1933 r. przeniesiono kpt. Kundę z 21 pp do Korpusu Ochrony Pogranicza.

## Służba w Korpusie Ochrony Pogranicza[b]
Kapitan Piotr Kunda został skierowany do batalionu KOP „Wołożyn” i przydzielony, rozkazem Nr 19 Dowództwa KOP z dnia 27 kwietnia 1933 r., na stanowisko dowódcy 2 kompanii (zatwierdzony na tym stanowisku został rozkazem dziennym Batalionu Wołożyn Nr 127 z dnia 6 czerwca 1933 r.). Z dniem 3 sierpnia 1933 roku rozpoczął szkolenie w rembertowskim Centrum Wyszkolenia Piechoty na trzyipółmiesięcznym XXII kursie unifikacyjno-doskonalącym dla kapitanów. W trakcie pobytu na kursie, w dniu 21 września 1933 r., wyznaczony został na stanowisko dowódcy kompanii szkolno-strzeleckiej batalionu KOP „Wołożyn”, którą to funkcję objął w dniu 25 listopada 1933 r. (już po ukończeniu kursu). W okresie od dnia 25 kwietnia 1934 r. do dnia 16 czerwca 1934 r. przebywał na II sześciotygodniowym kursie taktyczno-strzeleckim w Rembertowie. Kpt. Kunda został w marcu 1934 r. członkiem komisji powołanej do przeprowadzenia dochodzenia administracyjnego w sprawie uszkodzonego uzbrojenia. Ponadto w dniu 21 marca 1934 r. został wyznaczony na prezesa Rady Nadzorczej Spółdzielni batalionu „Wołożyn”. Rozkazem dowódcy pułku KOP „Wołożyn” został z dniem 24 listopada 1934 r. przesunięty do dowództwa tegoż pułku, na stanowisko referenta do spraw wyszkolenia. Stanowisko referenta do spraw wyszkolenia pułku objął ostatecznie w dniu 3 grudnia 1934 roku. W dniu 25 listopada 1935 r. został wyróżniony odznaką pamiątkowa Korpusu Ochrony Pogranicza „Za Służbę Graniczną”. Rozkazem dowódcy Korpusu Ochrony Pogranicza z dnia 9 czerwca 1936 r. został przeniesiony do Centralnej Szkoły Podoficerskiej KOP w Osowcu, w której wyznaczono go dowódcą kompanii szkolnej strzeleckiej. W Centralnej Szkole Podoficerskiej KOP stawił się ostatecznie w dniu 25 lipca 1936 r. i objął wyznaczone stanowisko. Podczas nieobecności komendanta CSP KOP, ppłk. Józefa Kalandyka, często zastępował go w obowiązkach (po raz pierwszy już w dniu 31 lipca 1936 roku). W dniu 30 lipca 1936 r. został wyznaczony przez dowódcę CSP KOP członkiem komisji odbiorczej filmu wyszkoleniowego pt. „Patrol”. Awansowany do stopnia majora został ze starszeństwem z dniem 19 marca 1937 r. i 64. lokatą w korpusie oficerów piechoty. Od 18 marca 1937 r. został pełniącym obowiązki Komendanta CSP KOP, a od dnia 19 marca tegoż roku zajmował jednocześnie stanowisko Komendanta Garnizonu Osowiec. Rozkazem dowódcy KOP z dnia 19 kwietnia 1937 r. został mianowany Zastępcą Komendanta Centralnej Szkoły Podoficerskiej KOP. Z dniem 27 lipca 1937 r. komendant CSP KOP przesunął go na to stanowisko. Podczas służby w KOP-ie zajmował na dzień 1 lipca 1933 r. – 1195. lokatę łączną na liście starszeństwa kapitanów piechoty (była to 37. lokata w starszeństwie), a w dniu 5 czerwca 1935 r. – 988. lokatę wśród wszystkich kapitanów korpusu piechoty (była to jednocześnie 31. lokata w starszeństwie). W październiku 1937 roku ogłoszono jego przeniesienie z Korpusu Ochrony Pogranicza na stanowisko dowódcy I batalionu w 14 pułku piechoty z Włocławka. Z dniem 20 listopada 1937 roku, po powrocie z urlopu wypoczynkowego, mjr Kunda odszedł z Centralnej Szkoły Podoficerskiej KOP do swego nowego miejsca przydziału.

## Służba w 14 pułku piechoty
W dniu 22 listopada 1937 roku major Piotr Kunda objął stanowisko dowódcy I batalionu 14 pp i zajmował je do dnia swej bohaterskiej śmierci pod Łomiankami. W okresie swej służby we włocławskim pułku ukończył kurs dowódców batalionów w Centrum Wyszkolenia Piechoty w Rembertowie . Na dzień 23 marca 1939 r. nadal zajmował 64. lokatę wśród majorów piechoty ze swego starszeństwa. W dniu 10 lipca 1939 r. jego batalion (wzmocniony działonem artylerii piechoty i plutonem pionierów) wymaszerował na dywizyjny poligon do miejscowości Józefat. Zwiększające się zagrożenie ze strony Niemiec spowodowało, że 10 sierpnia batalion wyruszył w okolice Jabłonowa (rejon Zbiczna), gdzie przystąpił do budowy umocnień polowych i zasieków, które zostały nazwane „odcinkiem Jabłonowo”. 20 sierpnia batalion przesunięto w rejon Świecia nad Osą i rozpoczęto wykonywanie prac fortyfikacyjnych. Tutaj nadzór nad umacnianiem odcinka objął ppłk dypl. Włodzimierz Brayczewski – nowo mianowany dowódca 14 pułku piechoty. W dniu 25 sierpnia transportem kolejowym wysłano uzupełnienie dla I batalionu (w tym I pluton kompanii ppanc). Oddział mjr. Kundy wszedł w skład Oddziału Wydzielonego „Jabłonowo” ppłk. Jana Szewczyka (d-cy 208 pprez.), a stanowisko dowodzenia batalionu rozwinęło się w folwarku Świecie. Na dzień poprzedzający rozpoczęcie działań wojennych, stanowisko dowodzenia majora Kundy znajdowało się na wzgórzu 104.

## Wojna obronna 1939 roku
Wczesnym rankiem 1 września 1939 roku (o godzinie 5:20) jego batalion, jako pierwszy z pododdziałów 14 pułku piechoty, wszedł w styczność ogniową z nieprzyjacielem. Na czele I batalionu 14 pułku piechoty mjr Kunda wziął udział w kampanii wrześniowej. Dowodził batalionem podczas walk nad rzeką Osą i jeziorem Mełno, podczas odwrotu za Wisłę i w bitwie nad Bzurą. 11 września 1939 r. dowodzony przez niego pododdział brał udział w zdobyciu dworu Walewice, następnie walczył pod Głownem. 18 września z pozostałościami 14 pułku piechoty uczestniczył, pod dowództwem mjr. Łobzy, w nieudanym natarciu na przeprawę Biała Góra, po którym żołnierze pułku rozproszyli się. W końcowym okresie bitwy nad Bzurą objął w Puszczy Kampinoskiej dowództwo nad zebranymi oddziałami (grupa piechoty z 14 pp, kilkudziesięciu kawalerzystów z 8 psk oraz I dywizjon 16 pal). 20 września podporządkował swój oddział napotkanemu gen. bryg. Mikołajowi Bołtuciowi, z którym dotarł do Modlina. Następnie gen. Bołtuć ruszył do Palmir bronić składnicy uzbrojenia i zabrał ze sobą oddział mjr. Kundy, który uważał za najbardziej wartościowy pośród maszerującego z nim wojska. Po dotarciu do Palmir generał wyprowadził z nich około 2 tysięcy żołnierzy i skierował się z tym wojskiem na Warszawę, lecz już pod Łomiankami zgrupowanie to zostało zaskoczone przez Niemców. 22 września 1939 r. pod miejscowością Łomianki mjr Piotr Kunda wziął udział w swej ostatniej walce. Natarciem dowodził osobiście gen. Bołtuć, lecz mimo bohaterskiej postawy Polaków ich oddziały zostały rozbite (w bitwie tej Niemcy posiadali przygniatającą przewagę ognia artylerii i karabinów maszynowych). Podczas tego krwawego starcia poległ, prowadząc swych żołnierzy do ataku, mjr Kunda – dowódca ostatniego walczącego oddziału 14 pp. Wraz z nim zginęli: generał Bołtuć, pułkownik Tadeusz Parafiński, major Józef Juniewicz, mjr Leszek Lubicz-Nycz oraz wielu innych oficerów i żołnierzy. Bitwa ta była jednocześnie kresem istnienia 14 pułku piechoty.
Za swą postawę podczas kampanii wrześniowej został pośmiertnie odznaczony Krzyżem Srebrnym Orderu Wojennego Virtuti Militari przez władze Rządu Rzeczypospolitej Polskiej na uchodźstwie (Dz.Pers. NW PSZ nr 3 z 25 VII 1947 roku). W dniu 1 lipca 1945 r. Naczelny Wódz Polskich Sił Zbrojnych, gen. dyw. Tadeusz Bór-Komorowski, zatwierdził pośmiertny awans mjr. Kundy do stopnia podpułkownika służby stałej piechoty z dniem 1 stycznia 1946 roku.
Piotr Kunda spoczął w kwaterze wojennej cmentarza w Kiełpinie.

## Życie prywatne
Żoną majora Piotra Kundy była Natalia Jadwiga z Kowalskich, z którą rozwiódł się w 1936 roku (rozwód nastąpił na podstawie orzeczenia Konsystorza Wileńskiego Ewangelicko-Reformowanego z dnia 26 czerwca 1936 roku). Mieli córkę Danutę.

## Ordery i odznaczenia
- Krzyż Srebrny Orderu Wojennego Virtuti Militari nr 11900 (pośmiertnie, 25 lipca 1947, za wojnę obronną 1939)[35]
- Srebrny Krzyż Zasługi (19 marca 1931)[38]
- Medal Dziesięciolecia Odzyskanej Niepodległości (nadany 3 grudnia 1928 r. rozkazem dowództwa 8 Dywizji Piechoty)
- Odznaka pamiątkowa KOP „Za Służbę Graniczną”